# Bitva u Casablanky
Bitva u Casablanky byla jediné námořní střetnutí námořnictva USA a francouzského námořnictva v období druhé světové války. Odehrála se 8. listopadu 1942 a skončila vítězstvím Američanů.

## Historické souvislosti
Po porážce Francie německou armádou v roce 1940 zůstala západní část severoafrického pobřeží (Maroko, Alžírsko a Tunisko) v rukou vichistického režimu. Východně od tohoto prostoru na území Libye a Egypta probíhaly od roku 1940 boje mezi Italy a Němci na jedné straně a Brity na straně druhé. Příspěvkem, který měl pomoci tyto boje ukončit a uvolnit tak severoafrický a významnou část středomořského prostoru, bylo v roce 1942 vylodění britských a amerických jednotek ve francouzské severní Africe v rámci operace Torch. Francouzské síly se vylodění z počátku bránily a bitva u Casablanky byla jedním ze střetů, které ze situace vyplynuly.

## Předehra
Ještě před vlastní bitvou došlo k dělostřeleckému souboji mezi nedokončenou francouzskou bitevní lodí Jean Bart kotvící v casablanském přístavu a americkou bitevní lodí USS Massachusetts pohybující se před ním. Jean Bart zahájil palbu jako první. Invaze již v tu dobu probíhala a tak byl Massachusetts považován za agresora. Palba americké lodi byla řízena letadlem a podporovala ji letadla z letadlové lodě USS Ranger. Jean Bart byl brzy těžce poškozen. Byly potopeny i tři ponorky a několik dalších lodí, těžce poškozen byl torpédoborec Le Malin.

## Průběh bitvy
V ranních hodinách 8. listopadu 1942 se stejně jako na jiných místech i v prostoru Casablanky začaly vyloďovat americké jednotky pod velením generála George Pattona, námořním složkám velel kontradmirál Henry Kent Hewitt. Francouzské ozbrojené síly se rozhodly vylodění bránit, napadnout jej z moře vypluly i válečné lodě. Velitelem obrany pobřeží a zároveň zde umístěných námořních sil byl viceadmirál Frix Michelier, který vydal torpédoborcům kontradmirála Gervaise de Lafond rozkaz napadnout invazní loďstvo u Fedaly.
Velké torpédoborce Albatros a Milan a torpédoborce Alcyon, Brestois, Boulonnais, Fougueux a Frondeur vypluly v 7.15. Během dvaceti minut dopluly do prostoru vyloďování, kde zahájily palbu na vyloďovací čluny. Do střetu v tu chvíli zasáhly těžký křižník USS Augusta, lehký křižník USS Brooklyn a čtveřice torpédoborců, které Francouze donutily k ústupu.
Poté se vrátily k vykonávání původního úkolu, tj. přímé ostraze vylodění. Štafetu převzala bitevní loď Massachusetts a těžké křižníky USS Wichita a USS Tuscaloosa. Na francouzské straně se k bitvě připojil lehký křižník Primauguet. Ten se rozhodl společně s dvojicí torpédoborců soustředit na sebe palbu všech tří těžkých lodí, což mělo za následek potopení torpédoborce Fougueux, zbylé dvě lodě se ale pod ochranou dýmové clony dostaly k vypálení salvy torpéd na Massachusetts, který se ale vyhnul.
Tuscaloosa se musela vyhnout torpédům vypálených francouzskou ponorkou Méduse. V 10.08 došlo k dalšímu útoku francouzských lodí na vyloďovací prostor, kterého se zúčastnil lehký křižník Primauguet a sedm torpédoborců. Terčem se stal křižník Brooklyn, který se během palby musel vyhýbat i torpédům ponorky Amazone. Torpédoborec Boulonnais se potopil po zásazích z Massachusetts a Brooklynu v 11.12, poškozený Milan najel na mělčinu. Francouzům se podařilo díky obratnému manévrování a přiblížení se zasáhnout Brooklyn a Wichitu. Torpédoborec Brestois byl znehybněn a posléze potopen palubními letouny z letadlové lodi Ranger, stejně jako již poškozený Albatros a ještě jeden z boje unikající torpédoborec.
Po zprávě leteckého průzkumu, že se blíží další lodě nechal Hewitt zastavit v 11.45 palbu. Panovaly obavy, že z Dakaru dorazí bitevní loď Richelieu a další křižníky. Nicméně se jednalo pouze o torpédoborce Simoun a Tempéte a několik menších lodí. Američané obnovili palbu ve 13.12, současně začal i nálet palubních letounů, při kterém došlo ke zničení lehkého křižníku Primauguet. Ten se sice nepotopil, ale hořel ještě další den.

## Bilance
Celkem byly potopeny nebo vyřazeny na francouzské straně bitevní loď, lehký křižník, sedm torpédoborců a tři ponorky. Američané utrpěli jen lehké škody a celý střet se stal jejich vítězstvím.